# 飯星景子
飯星 景子（いいぼし けいこ、1963年2月23日 - ）は、日本のタレント、小説家。テレビ番組の司会やコメンテーター、ラジオのディスクジョッキーなどを務めた。本名及び旧芸名、飯干 恵子（読み同じ）。
父は、元読売新聞記者で『仁義なき戦い』の原作者でもある飯干晃一。

## 来歴
大阪府高槻市出身。追手門学院高校在学中に演劇部に所属。1980年、演劇コンクールでの演目「さざんがきゅう」では他の部員2名と合計3人で、9役を演じるという高校演劇では例を見ない作品に出演。飯干は4役を演じ分け、個人演技賞を受賞。なお、この作品は、役者の演技力とテンポのよい脚本・構成が高く評価され、演劇コンクールでは大阪のブロック大会、本大会、近畿大会と勝ち上がり、1981年の全国大会で最優秀賞を受賞した。桐朋学園大学短期大学部（現桐朋学園芸術短期大学）芸術科演劇専攻卒業。
テレビ朝日「ウイークエンドシアター」の映画解説を担当し、3年間で150本以上の映画を紹介する。その後『モーニングショー』『紳助・ケントの世界がお呼びです!』『中畑&徳光のスポーツ熱中宣言』などの番組に出演。
1991年7月、『こだわりTV PRE★STAGE』（テレビ朝日）の司会を自ら降り、同年10月1日、所属事務所のオフィス・トゥー・ワンも辞めた。『こだわりTV PRE★STAGE』でスタイリストを務めていたのが統一教会（現・世界平和統一家庭連合）信者の佐藤智春（ちはる、女性）だった。佐藤は占い師の和泉寛志を紹介。和泉の命名により「飯干景子」から「飯星景子」に名前を変えた。
1992年3月4日、統一教会の関連団体「アジア平和婦人連合」（世界平和女性連合の前身）は全日空ホテルで総会を開催。教団は飯星を広告塔とするべく、佐藤を介して、飯星に司会を依頼した。仕事を終えたその日の夜、飯星は父親の飯干晃一に会いに行き「一流企業の社長夫人や有名な方がたくさん来ていた。名誉なことだ」と高揚した表情で語った。
佐藤を信頼していた飯星はこれをきっかけとして統一教会の勉強会や講習会に通い始めた。さらに合同結婚式への参加を希望し、6月7日に教団の「祝福講義」を受講した。同年8月25日にソウルで合同結婚式が開かれたが、この年に入信したばかりだったため参加は見送られた。
同年9月19日、大阪空港を発ちロサンゼルスへ向かう。以後、行方不明の状態が続く。9月25日、「今、ニューヨークに着いたところです」とのファックスが父の飯干晃一のもとへ届いた。10月1日、『週刊文春』同月8日号が発売。「娘 飯星景子を奪われた飯干晃一が統一教会に宣戦布告」と題した記事が掲載された
。飯干晃一はまたこの日の午後記者会見を開き、娘を取り戻すと宣言するとともに「あの集団は許せない。景子が戻ってきても戦いは続ける」と述べた。
父親の「宣戦布告」を受け、統一教会は飯星を急遽帰国させた。10月4日夜、日本に着いた飯星は実家に戻った。晃一を宥め、とりあえず事態の鎮静化を図ることが教団側の目的だった。脱会に向けての晃一の説得が始まり、元信者も交えて2週間の話し合いを行った末、飯星は脱会を決意。11月5日発売の「週刊文春」11月12日号に告白手記を寄稿し、脱会した旨を明かした。晃一は翌1993年、『われら父親は闘う 娘・景子を誘いこんだ統一協会の正体』（ネスコ）を出版した。
その後、短編小説集を発表。執筆やテレビの情報番組・ワイドショー番組でのコメンテーターとしての活動を行い、2020年頃は通販番組のサブMCなども務めた。

## 人物
- 私生活では1998年、コンピュータ技術者の男性と結婚するが、翌年離婚しており、現在は独身である。
- ドニー・イェンの熱狂的なファンであり、グッズをすべて集めるほど。
- プロ野球・阪神タイガースの熱心なファン（阪神ファン）として知られる。
- 2012年2月23日放送の『情報ライブ ミヤネ屋』にて、当時洗脳疑惑を報道されていたオセロの中島知子へ、統一教会にマインドコントロールを受け、その後に救出され専門家のカウンセリングを受け更生した自身の経験から、人格を壊されても専門家の治療で必ず戻れると脱洗脳のアドバイスをした[16]。
- 2022年7月8日、安倍晋三元首相が参院選の遊説中、銃で撃たれ死亡した（安倍晋三銃撃事件）。事件後、統一教会の悪徳商法や政界との癒着問題が再浮上した。同年12月18日放映のTBSの特別番組『報道の日 2022』に飯星は出演。入信時の状況について語り、「私は統一教会は宗教だとは思っていません。カルトだと思っています」と述べた[12]。

## 著書
- 『ディア・フレンズ』角川書店 1989年11月 ISBN 978-4048725668
- 『ギャロップ』角川書店 1990年10月 ISBN 978-4048726054
- 角川文庫『ディア・フレンズ』角川書店 1990年11月 ISBN 978-4041787014
- 『イヴたちかく語りき』角川書店 1991年4月 ISBN 978-4048726337
- 角川文庫『ギャロップ』角川書店 1991年9月 ISBN 978-4041787021
- 角川文庫『雨の中の5センチ』角川書店 1993年3月 ISBN 978-4041787038

## 出演
情報ワイドショー番組
| 期間         | 期間          | 番組名                                   | 役職                                             |
| ------------ | ------------- | ---------------------------------------- | ------------------------------------------------ |
| 1987年10月   | 1988年10月7日 | モーニングショー（テレビ朝日）           | サブ司会                                         |
| 1993年4月5日 | 1997年3月28日 | ザ・ワイド（日本テレビ・読売テレビ）     | 司会                                             |
| 2000年7月4日 | 2004年3月23日 | 2時ドキッ!（関西テレビ）                 | 火曜日メインパーソナリティ                       |
| 2001年7月    | 2003年12月    | 情報プレゼンター とくダネ!（フジテレビ） | コメンテーター                                   |
| 2005年4月    | 2006年3月     | っちゅ〜ねん!（毎日放送）                | 金曜日レギュラー出演                             |
| 2006年4月    | 2006年7月     | ちちんぷいぷい（毎日放送）               | 番組コーナー『前略、旅先にて』隔週担当レポーター |
| 2006年8月2日 | 2015年3月26日 | 情報ライブ ミヤネ屋（読売テレビ）        | 木曜日コメンテーター                             |
| 2006年10月   | 2008年3月     | 2時っチャオ!（TBS）                      | 火・木曜日コメンテーター                         |
| 2008年4月    | 2008年9月     | ピンポン!（TBS）                         | 火曜日コメンテーター                             |
| 2012年4月    | 2013年3月     | おはよう朝日です（朝日放送）             | 木曜日サブコメンテーター                         |
| 2013年4月    | 2014年9月     | おはよう朝日です（朝日放送）             | 火曜日サブコメンテーター                         |
| 2016年4月    | 2016年9月     | 白熱ライブ ビビット（TBS）               | 金曜日コメンテーター                             |

バラエティ番組・その他
- こだわりTV PRE★STAGE（テレビ朝日）  - 蓮舫、矢吹藍子との共同司会
- どっきりQ（関西テレビ） - アシスタント
- 象印クイズ ヒントでピント（テレビ朝日、1986年10月12日（第361回） - 1988年9月25日（第456回）） - 女性軍4枠[注 2]
- クイズタイムショック（テレビ朝日）
- たかじんONE MAN（毎日放送） - 「ザ・まいど」のコーナーに出演
- ダウトをさがせ!（毎日放送） - 解答者（不定期、城戸真亜子のピンチヒッター）
- 快傑熟女!心配ご無用（TBS） - パネラー（2000年4月 - 9月、準レギュラー）
- 火の玉スポーツ列伝!（テレビ東京） - パネラー（2001年6月 - 9月、準レギュラー）
- B.C.ビューティー・コロシアム（フジテレビ） - ビューティーコメンテーター（2003年2月 - 9月、準レギュラー）

### テレビドラマ
- 土曜ワイド劇場　探偵・神津恭介の殺人推理 第2作～第4作 （テレビ朝日） - 神津信子 役
- 婦警候補生物語 （日本テレビ）- 森下秀美 役
- 谷崎・その愛（NHK）単発、1985年11月16日　谷崎潤一郎二番目の妻 フミ子（丁未子）役
- 花王名人劇場　姥ざかり （関西テレビ） - 雅子 役
- ザ・ハングマンV 第18話「マル秘取材のお嬢さん記者が襲われる!」（朝日放送） - 辻本彩子 役
- 金田一少年の事件簿「雪夜叉伝説殺人事件」（日本テレビ） - 特別出演：本人役
- 水曜女と愛とミステリー　京女刑事・真行寺メイ　死蛍 （2003年6月8日、テレビ東京） - 滝川雅子 役
- 月曜ミステリー劇場　恋する京女将 音姫千尋の事件簿1（2003年） - 三上五月 役
- 富豪刑事デラックス 第4話「占星術の富豪刑事」（テレビ朝日） - 本人役

### ラジオ
- 歌謡バラエティ（FM東京）（1989年4月～1989年9月）
- アフタヌーン・ブリーズ（FM東京→TOKYO FM）（1989年10月～1993年3月 金曜日のみ）
- BIG BANG TOKYO（TOKYO FM）（1993年4月～1994年4月 金曜日のみ）
- ディア・フレンズ（JFN）（1995年4月～1997年3月）
- 松尾雄治のピテカンワイド（TBSラジオ）（2001年4月～2001年9月　木曜日のみ）
- 野村邦丸のごきげん!二重丸◎（文化放送）（2002年10月7日～2003年3月 月曜日のみ）
- 渋谷スポーツカフェ（NHKラジオ第1放送）（2011年3月29日～2012年3月27日）

### 映画
- ゴジラ×モスラ×メカゴジラ 東京SOS（2003年、東宝） - ニュース番組「DAY TIME WIDE」のコメンテーター役[1]